# Kremenica (Macedonia Północna)
Kremenica (maced. Кременица) – wieś w południowej Macedonii Północnej, w pobliżu drugiego co do wielkości miasta tego kraju – Bitoli. Osada wchodzi w skład gminy Bitola.
Według stanu na 2002 rok wieś liczyła 134 mieszkańców.